# IC 4838
IC 4838 est une galaxie spirale située dans la constellation du Paon. Sa vitesse par rapport au fond diffus cosmologique est de 4 278 ± 63 km/s, ce qui correspond à une distance de Hubble de 63,1 ± 4,5 Mpc (∼206 millions d'al). Cette galaxie a été découverte par l'astronome américain DeLisle Stewart en 1901.
La base de données NASA/IPAC indique que NGC 4838 pourrait être une paire de galaxies (Double? system), Simbad indique qu'il s'agit de galaxies en interaction et HyperLeda indique qu'il s'agit d'un système multiple. L'image du relevé 2MASS ne montre qu'une galaxie, mais celle du relevé DSS semble indiquer qu'il y a à cet endroit deux noyaux brillants. 
Vue interactive d'IC 4828 dans Aladin Lite

## Groupe d'IC 4845
Selon A. M. Garcia NGC 6769 fait partie du groupe d'IC 4845. Ce groupe de galaxies renferme au moins 14 membres dont six du New General Catalogue et sept de l'Index Catalogue. Les autres galaxies du groupe sont NGC 6739, NGC 6746, NGC 6769, NGC 6770, NGC 6771, NGC 6782, IC 4827, IC 4828, IC 4831, IC 4842, IC 4845, IC 4866 et ESO 141-21.